# Stadion Bajt
Stadion Bajt (arabsky استاد البيت‎ – ástád al-Bajt) je fotbalový stadion se zatahovací střechou v Al Chúru v Kataru, který byl postaven pro mistrovství světa ve fotbale 2022. Zakázka na výstavbu stadionu byla v roce 2015 zadána společnostem Webuild S.p.A. a Cimolai. V lednu 2020 získal stadion certifikáty udržitelnosti zeleného designu, řízení výstavby a energetické účinnosti. Stadion se nachází asi 35 km od Dauhá.

## Mistrovství světa ve fotbale 2022
Stadion Al Bayt bude během mistrovství světa ve fotbale 2022 hostit devět zápasů.
| Datum              | Čas   | Tým 1               | Výsledek | Tým 2               | Kolo        | Počet diváků |
| ------------------ | ----- | ------------------- | -------- | ------------------- | ----------- | ------------ |
| 20. listopadu 2022 | 17:00 | Katar               | 0 : 2    | Ekvádor             | Skupina A   | 67 372       |
| 23. listopadu 2022 | 11:00 | Maroko              | 0 : 0    | Chorvatsko          | Skupina F   | 59 407       |
| 25. listopadu 2022 | 20:00 | Anglie              | 0 : 0    | USA                 | Skupina B   | 68 463       |
| 27. listopadu 2022 | 20:00 | Španělsko           | –        | Německo             | Skupina E   |              |
| 29. listopadu 2022 | 16:00 | Nizozemsko          | –        | Katar               | Skupina A   |              |
| 1. prosince 2022   | 20:00 | Kostarika           | –        | Německo             | Skupina E   |              |
| 4. prosince 2022   | 20:00 | B1                  | –        | A2                  | Osmifinále  |              |
| 10. prosince 2022  | 20:00 | Vítěz osmifinále 5  | –        | Vítěz osmifinále 6  | Čtvrtfinále |              |
| 14. prosince 2022  | 20:00 | Vítěz čtvrtfinále 3 | –        | Vítěz čtvrtfinále 4 | Semifinále  |              |